# Emanuela Kittrichová
Emanuela Kittrichová-Mazancová (10. ledna 1909 Horažďovice – 8. prosince 1989 Praha) byla česká architektka, návrhářka bytového zařízení a publicistka.

## Život
Vystudovala České vysoké učení technické v Praze v letech 1927–1933 v ateliéru profesora Antonína Engela. V roce 1934 se provdala za architekta Josefa Kittricha. V letech 1934–1938 pracovala v Ústavu staveb budov. Zabývala se návrhy interiérů.
V letech 1951–1959 pracovala ve Státním ústavu pro projektování hl. m. Prahy. V letech 1959–1972 v ÚBOKu.

## Dílo

### Realizace
- kino Metropol, Bílina

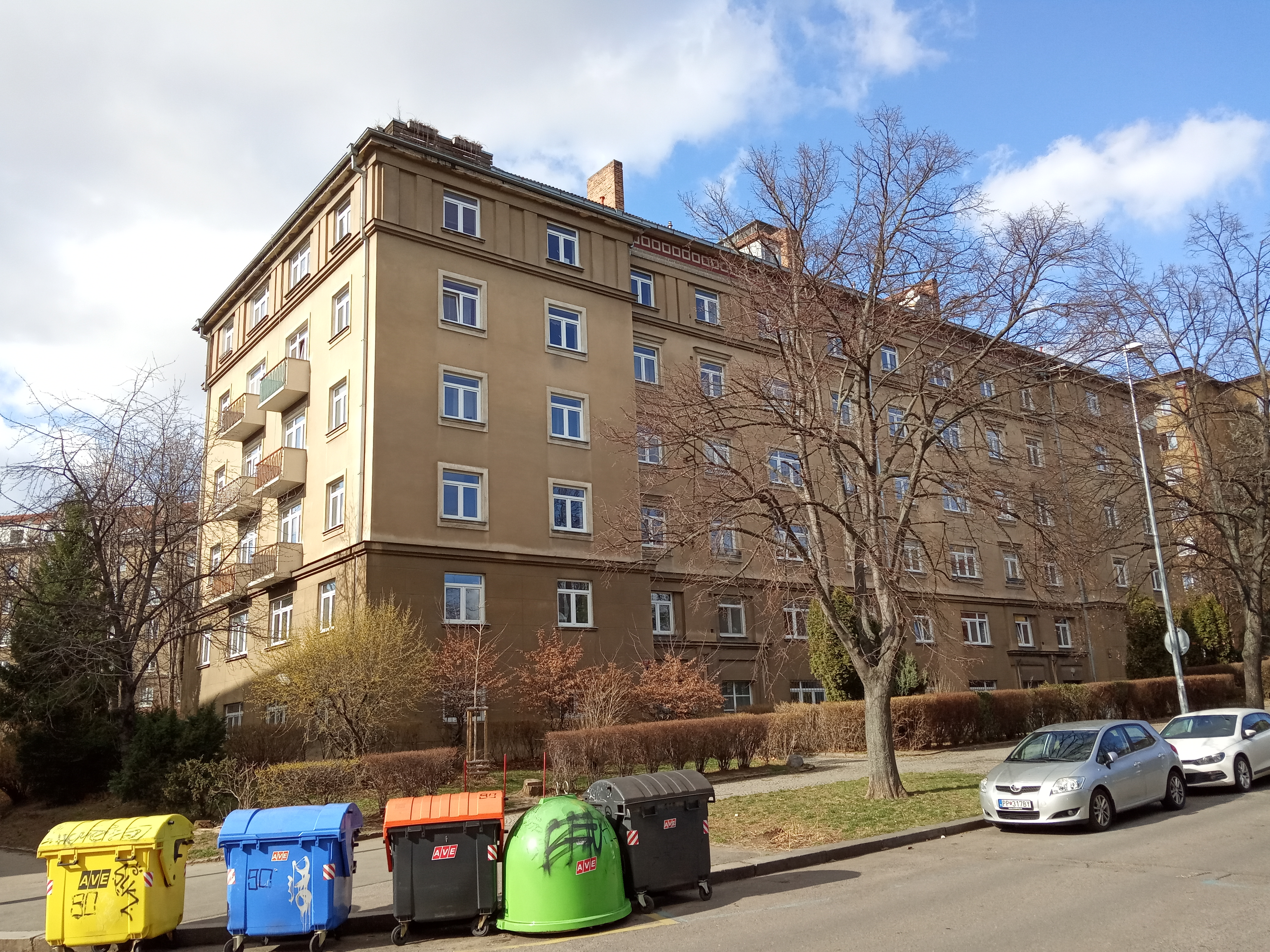
Obytný dům Volyňská 1-3a, Praha-Vršovice

- rekreační chaty: Nový Knín, Sázava, Ládví, Dolní Mokropsy
- rodinné domy: Milotice, Litvínov
- obytné domy: Strakonice, Praha-Vršovice, Hostivař
- školní budovy: Litvínov, Mirotice
- automatická telefonní ústředna, Praha
- kovohutě, Istebné
- Astrofyzikální observatoř, Astronomický ústav Akademie věd České republiky, Ondřejov
- sídliště rodinných domků, Braňany
- sídliště, Králův Dvůr

- kuchyně Lena, Asta, Betina,
- typové zařízení bytů T06 B, T08 B

### Nerealizované projekty
- obecná škola, Neštěmice, spoluautoři: Josef Kittrich, J. Hrubý
- 1938 obecná a mateřská škola, Praha, spoluautoři: Josef Kittrich, J. Hrubý
- 1939 soutěžní návrh městské spořitelny, Čáslav
- 1940 úprava náměstí Jiřího z Poděbrad, spoluautor: Josef Kittrich
- 1941 soutěžní návrh římskokatolického kostela, Praha-Krč, spoluautor: Josef Kittrich
- 1942 projekt sboru církve českomoravské, 1. místo v soutěži
- 1948 Ústav národního zdraví, Praha, spoluautoři: Josef Kittrich, L. Kubeš
- upravovací plán města Skopje
- sídliště, Praha-Ruzyně

### Výstavy
- Bydlení, Svaz československého díla, 1941
- Lidový byt, Svaz československého díla, 1942
- Umělecký průmysl, Svaz československého díla, 1943

## Spisy
- Kuchyň, Praha : Státní nakladatelství technické literatury, 1990, ISBN 80-03-00602-3 – vedoucí autorského kolektivu
- Nábytek, člověk, bydlení : základy navrhování nábytku a zařizování bytových interiérů, Praha : Ústav bytové a oděvní kultury, 1977 – spoluautor
- Kuchyně pro novou generaci : antropometrická studie, Praha : Ústav bytové a oděvní kultury, 1971, spoluautor
- Bydlení 1971–1980 : vývoj bytového interiéru z hlediska společenské potřeby, produkce bytového zařízení a skladby sortimentu nábytku. Část 3., Perspektivy vývoje zařizování bytových interiérů a skladby sortimentu nábytku, Praha : Ústav bytové a oděvní kultury, 1969
- Byt, Praha : Práce, 1969
- Oldřich Starý : výstava Klubu architektů v Praze, Praha : Klub architektů, 1944 – spoluautorka

Dále publikovala články v časopisech Architekt SIA, Architektura, Československý architekt, Domov, Kulturní práce, Moderní bytový interiér, Otázky socialistického bydlení, Umění a řemesla, Výtvarná práce.